# LTV XC-142
O Ling-Temco-Vought (LTV) XC-142 foi uma aeronave experimental com asa movível projetada para investigar a viabilidade operacional de transporte com aeronaves VTOL. O XC-142A voou convencionalmente pela primeira vez em 29 de setembro de 1964 e em 11 de janeiro de 1965, completou seu primeiro voo com transição, decolando verticalmente e alterando para voo convencional, pousando novamente de forma vertical. Seus patrocinadores foram retirando-se do programa um por um, eventualmente sendo completamente interrompido por falta de interesse apesar de ter demonstrado suas capacidades com sucesso.

## Desenvolvimento
Em 1959 o Exército dos Estados Unidos, Marinha e Força Aérea trabalharam no desenvolvimento de um protótipo de uma aeronave VTOL que pudesse auxiliar os helicópteros em missões de transporte. Especificamente, eles estavam interessados em projetos com maior alcance e velocidade que os helicópteros existentes, afim de dar suporte à operações em distâncias mais longas, ou no caso do Corpo de Fuzileiros Navais dos Estados Unidos, para ir ainda mais além da costa. Em 27 de janeiro de 1961, uma série de ações do DOD resultaram em um acordo onde todos os serviços militares trabalhariam em um Programa de Transporte de Assalto sob liderança do Escritório de Armas Navais (BuWeps) da Marinha.
O projeto original havia sido desenhado como um substituto para o Sikorsky HR2S, com uma caraga paga na ordem de 10.000 lb (4.500 kg). BuWeps liberou as especificações revisadas que especificavam a mesma carga paga, mas aumentando o raio operacional para 250 mi (402 km), a velocidade de cruzeiro de 250 kn (463 km/h) a 300 kn (556 km/h) e a velocidade máxima de 300 kn (556 km/h) a 400 kn (741 km/h). Entretanto, para a missão dos fuzileiros navais, havia um requisito de que a carga de combustível pudesse ser reduzida para que o peso máximo não excedesse 35 000 lb (15 900 kg), desde que o raio de 100 m.n. (185 km) fosse mantido.
A Vought respondeu com uma proposta combinando engenharia de seus próprios projetos juntamente com a Ryan Aeronautical e Hiller Aircraft, que possuíam uma experiência em helicópteros mais extensa. Sua proposta venceu a disputa de projetos e um contrato de cinco protótipos foi assinado no início de 1962, com o primeiro voo devendo ocorrer em Julho de 1964. O projeto foi inicialmente conhecido como Vought-Ryan-Hiller XC-142, mas quando a Vought se tornou parte do grupo empresarial LTV, o nome foi alterado.
Durante o desenvolvimento do protótipo, a Marinha decidiu deixar o programa. Eles estavam preocupados que o downwash da hélice o tornaria difícil de operar. Sua frota de HR2S existentes à época exerciam uma pressão sobre o solo de 7,5 psi, sendo suficiente para derrubar pessoas e agitar possíveis detritos. Previa-se que o C-142 exerceria cerca de 10 psi, valor no qual eles acreditavam que iria limitar sua operação a partir de pontos preparados, sendo então inviáveis para operações de assalto.
O primeiro protótipo fez seu primeiro voo convencional em 29 de setembro de 1964, pairando pela primeira vez em 29 de dezembro de 1964 e o primeiro voo com transição em 11 de janeiro de 1965. O primeiro XC-142A foi entregue à equipe de testes da Força Aérea em Julho de 1965. Durante o programa do XC-142A, um total de 420 horas foram voadas em 488 voos. Os cinco XC-142As foram voados por 39 diferentes pilotos, civis e militares. Os testes incluíram operações em porta-aviões, resgates simulados, lançamento de paraquedistas e extração de carga em baixa altitude.
Durante os testes, o eixo cruzado da aeronave provou ser seu calcanhar de Aquiles. O eixo resultava em vibração e ruído excessivos, aumentando a carga de trabalho dos pilotos. Adicionalmente, provou ser suscetível a problemas devido a flexibilidade da asa. Problemas no eixo em conjunto com erros operacionais, resultaram em um grande número de pousos duros causando danos. Um acidente ocorreu como resultado da falha de um eixo no rotor de cauda, causando três fatalidades. Uma das limitações da aeronave era a instabilidade entre os ângulos de asa de 35 e 80 graus, utilizadas em altitudes extremamente baixas. Haviam também altas forças laterais, resultantes de guinadas e um fraco controle no ângulo das pás das hélices. As novas hélices "2FF" provaram também gerar um menor empuxo que o esperado.

## Projeto

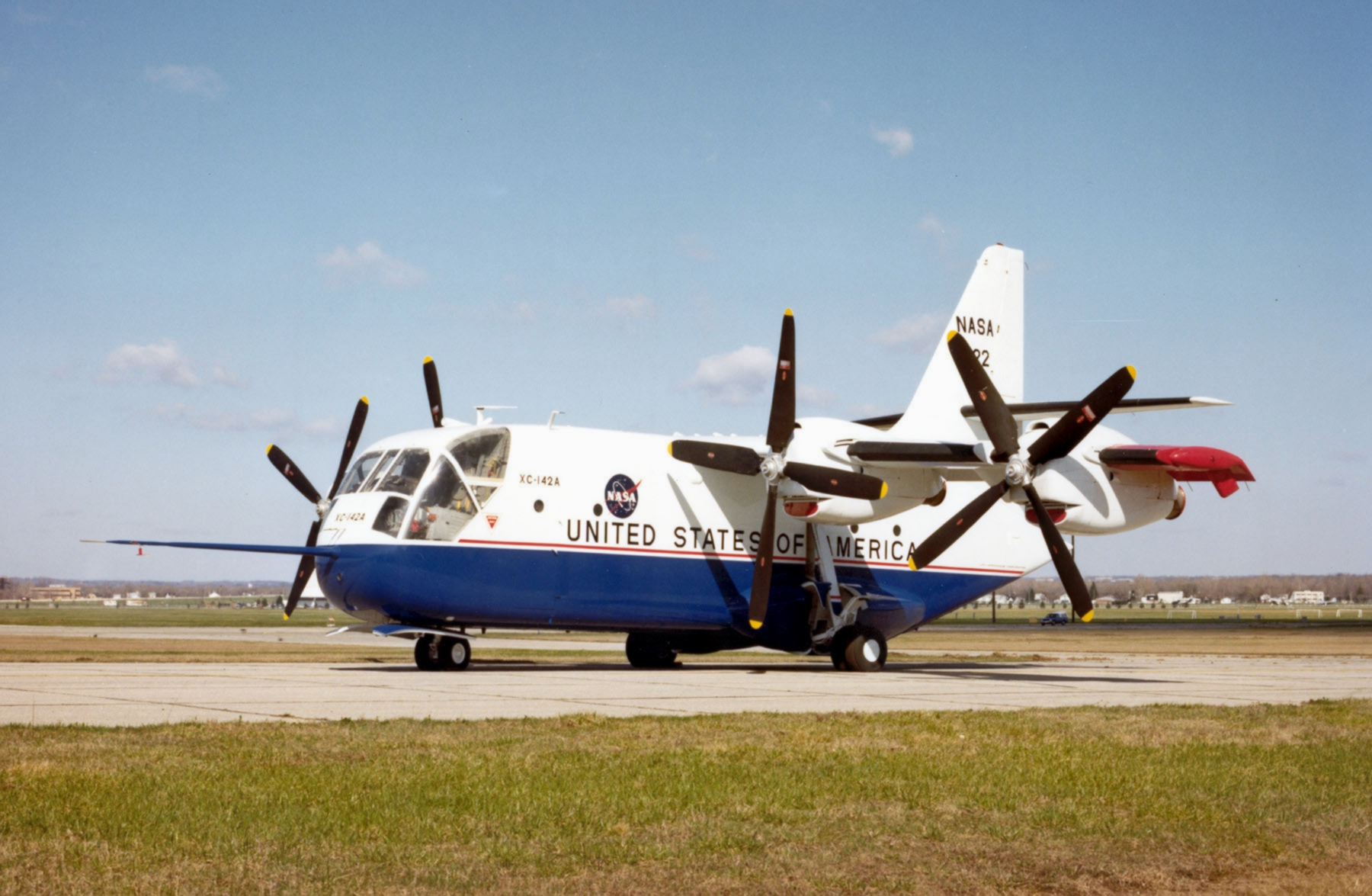
XC-142A no Museu Nacional da Força Aérea dos Estados Unidos

O projeto básico era bem típico de uma aeronave cargueira, consistindo de uma fuselagem grande em forma de caixa com uma rampa de carregamento ventral. A fuselagem acomodava uma área de carga de 9,14 m de comprimento por 2,26 m de largura e 2,13 m de altura, com uma cabine de pilotagem na frente para dois pilotos e um loadmaster. A asa era alta e possuía uma semi-cauda em T, para manter a parte traseira livre durante o carregamento. Foi utilizado trem de pouso triciclo, com o trem principal retraindo para as laterais da fuselagem. Na configuração normal, parecia ser um avião cargueiro convencional.
Em operações V/STOL, a aeronave girava sua asa para a posição vertical. O controle de rolagem durante o voo pairado era realizado controles diferenciais nas hélices, enquanto que para a guinada eram usados os ailerons, que estavam no fluxo de ar. Para controle de arfagem, a aeronave possuía um rotor de cauda separado, orientado horizontalmente para levantar a cauda, sendo o oposto de rotores anti-torque em utilizados em helicópteros convencionais, que são montados verticalmente. Quando no solo, o rotor de cauda dobrava na cauda para evitar danos durante o carregamento. A asa podia ser girada até 100 graus, mais do que vertical, para pairar em vento de cauda.
O C-142 foi motorizado por quatro motores turboélice General Electric T64, com um eixo cruzado que eliminava problemas de empuxo assimétrico em caso de falha de motor durante operações V/STOL, que giravam hélices de fibra de vidro Hamilton Standard de 4,72 m. Comparado a projetos convencionais, era super motorizado: possuía 0.27 hp/lb, comparado aos 0.12 hp/lb do contemporâneo Lockheed C-130D Hercules. Esta potência extra era requerida para operações VTOL seguras, dando à aeronave um excelente desempenho, fazendo dela uma das mais rápidas aeronaves VTOL de transporte da época.

## Histórico operacional

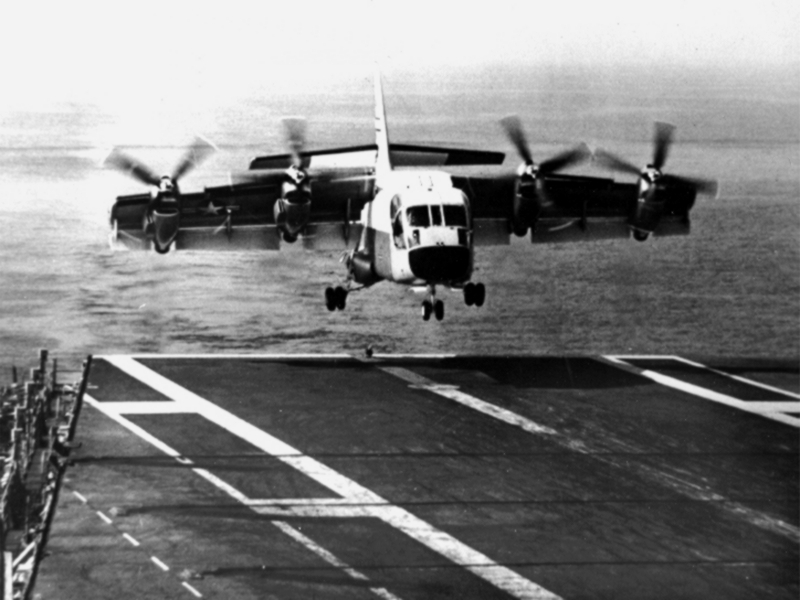
O XC-142 durante testes a bordo do, em 1966

A aeronave nunca saiu do estágio de protótipo. Em 1966, enquanto alguns testes ainda estavam sendo realizados, a Força Aérea solicitou uma proposta para uma versão de produção, o C-142B. Pelo fato de a Marinha ter saído do projeto nesta época, o requisito de compatibilidade para operação em porta-aviões podia ser eliminado, reduzindo drasticamente o peso vazio. Outras mudanças propostas para esta versão eram o redesenho da cabine de pilotagem, tornando-a mais aerodinâmica, uma fuselagem maior, motores melhorados e uma manutenção de motor simplificada.
Após revisar a proposta do C-142B, a equipe de gerenciamento do programa não conseguiu desenvolver um requisito para uma aeronave de transporte V/STOL. Os testes com o XC-142A foram então encerrados, e o único modelo sendo utilizado em voo foi entregue para a NASA para testes em voo, realizados entre maio de 1966 e maio de 1970.
Em serviço poderia carregar 32 soldados equipados ou 8 000 lb (3 630 kg) de carga. Seu peso máximo era de 41 000 lb (18 600 kg) para decolagens verticais e 45 000 lb (20 400 kg) para uma decolagem curta. Uma versão civil, a Downtowner, também foi proposta. Este era projetado para carregar de 40 a 50 passageiros com uma velocidade de cruzeiro de 290 mph (467 km/h) utilizando apenas dois de seus motores.

## Sobreviventes
Apenas uma das cinco aeronaves produzidas sobreviveu até os dias de hoje:
- XC-142A (AF Ser. No. 62-5924) está exibida no hangar de aeronaves experimentais no Museu Nacional da Força Aérea dos Estados Unidos na Base Aérea de Wright-Patterson em Dayton (Ohio). Voou até o museu em 1970.